# Insurgency: Modern Infantry Combat
Insurgency : Modern Infantry Combat est, à l'origine, un mod développé sur le moteur Source de Valve Software pour Half Life 2 plongeant le joueur en plein cœur de l'Irak dans le conflit qui oppose les Marines Américains aux insurgés.
Le jeu, exclusivement multijoueur, met l'accent sur la coopération des joueurs pour remplir les objectifs. Le gameplay est axé sur le réalisme: ainsi le joueur meurt rapidement après avoir reçu 2 ou 3 balles ennemies selon leur calibre, les chargeurs sont réutilisés.
Une version plus complète et payante nommée Insurgency est sortie en 2014.